# Maria Elena Kyriakou
Maria Elena Kyriakou (IPA: [marˈia ˈelena cirˈʝaku]) (in greco: Μαρία Έλενα Κυριάκου; Larnaca, 11 gennaio 1984) è una cantante cipriota.
Ha rappresentato la Grecia all'Eurovision Song Contest 2015 con la canzone One Last Breath, classificandosi al 19º posto nella finale dell'evento.

## Biografia
Nata a Larnaca, in Cipro, ha due sorelle e un fratello, il calciatore Kyriakos Paulou. All'età di tredici anni si è iscritta ad una scuola musicale per poi studiare filosofia all'Università di Giannina, in Grecia. Dopo due anni decise di tornare in patria e continuò gli studi all'Università di Cipro di Nicosia. Dopo essersi laureata ha aperto una classe di tutoraggio.
Nel 2011 la madre tentò di iscrivere la figlia alle audizioni di Greek Idol, senza riuscirci.
Fa audizione per entrare nella prima stagione di The Voice of Greece nel 2014 e con il brano Because of You di Kelly Clarkson riesce a farsi scegliere dai quattro giudici, entrando poi nel team della cantante Despoina Vandī. Arrivata in finale riesce quindi a vincere con il brano Dio egoismoi, firmando un contratto con l'etichetta Minos EMI, dell'Universal Music Group. Con tale etichetta ha pubblicato il suo primo album nello stesso anno dal titolo Dio ageloi sti gi.
Nel febbraio del 2015 ha partecipa all'Eurosong - A MAD Show, vincendo la selezione con il brano One Last Breath. Ha quindi rappresentato la Grecia all'Eurovision Song Contest 2015, classificandosi al 6º posto nella prima semifinale e qualificandosi per la finale, dove ottiene il 19º posto.

## Discografia

### Album
- 2014 - Dio ageloi sti gi
- 2015 - One Last Breath

### Singoli
- 2014 - Dio egoismoi
- 2015 - One Last Breath